# Conséquences de la pandémie de Covid-19 sur les peuples indigènes
Pour un article plus général, voir Conséquences de la pandémie de Covid-19.
Les 370 millions de personnes considérés comme faisant partie des peuples indigènes, déjà confrontés à l'insécurité alimentaire en raison de la perte de leurs territoires traditionnels, en contradiction avec les droits des peuples autochtones les protégeant spécifiquement en tant que minorité vulnérable sont marginalisés sur le plan socio-économique et davantage exposés à des risques dans les situations d'urgence en matière de santé publique. Ils sont devenus plus vulnérables au cours de la pandémie de Covid-19, en raison de facteurs tels que le manque d'accès à des systèmes d'alerte précoce efficaces et à des services sanitaires et sociaux adéquats.
Le caractère favorable ou défavorable des protocoles de santé appliqués dans chaque communauté dépend grandement des facteurs d'autodétermination, de résilience, et l'expérience de ces communautés face à des crises sanitaires précédentes.

## Causes
La nature du coronavirus en fait une maladie sans précédent pour l'ensemble de la race humaine, mais ses taux de mortalité sont plus élevés dans la plupart des communautés indigènes en raison de leurs conditions socio-économiques défavorables, qui augmentent leur vulnérabilité à ce nouvel agent infectieux. C'est particulièrement vrai dans les Amériques, où la population amérindienne a perdu environ 90 % de ses effectifs initiaux en raison des épidémies de rougeole, de variole et de grippe auxquelles ces peuples ont été confrontés au cours de leur histoire.
Selon un rapport publié par Forest People Programme et présenté devant le Forum permanent de l'ONU sur les questions indigènes le 9 décembre 2020, il existe une inadéquation au niveau global des réponses gouvernementales pour la sauvegarde des peuples indigènes quant à la crise liée à la pandémie de Covid-19, ainsi qu'une augmentation des pratiques extractives et d'accaparement des terres pendant la durée de la crise.
Le Rapporteur spécial des Nations unies sur les droits des peuples autochtones, dans un rapport consacré aux effets de la Covid-19 sur les peuples indigènes, a mis en évidence une absence de réponse appropriée des États. Les données générées par les organisations de peuples indigènes ont également révélé un manque de services publics et ont mis en évidence le caractère particulier des peuples indigènes concernant la gouvernance et de l’autodétermination au niveau territorial.
Selon José Francisco Calí Tzay, dans certains pays, la consultation des populations autochtones - ainsi que les évaluations de l'impact environnemental - a été brusquement suspendue afin de faire passer en force des mégaprojets (en) liés à l'agroalimentaire, à l'exploitation minière, aux barrages et aux infrastructures.
Selon la chercheuse en anthropologie et spécialiste des droits de peuples autochtones Irène Bellier, la France ne fait pas exception dans ce domaine : en mai 2020, l'autorité minière de Guyane a approuvé un nouveau programme d'exploitation de l'or à ciel ouvert sans prendre la peine d'en discuter avec les populations autochtones vivant dans la région.

## Epidémiologie

### États-Unis
En ce qui concerne la population amérindienne des États-Unis, Rodriguez-Lonebear et ses collègues ont montré que le taux de cas de Covid-19 était plus de quatre fois plus élevé pour les populations résidant dans les réserves que pour la population générale. Avec des infrastructures de santé publique inadéquates, des ressources médicales limitées et des taux de pauvreté élevés, les communautés des réserves indiennes sont mal équipées pour gérer une pandémie comme celle de la Covid-19. Le manque de canalisations domestiques, la nécessité de communiquer d'importantes directives de santé publique dans des langues autres que l'anglais et le surpeuplement des foyers, en particulier dans les zones rurales, sont particulièrement déterminants. En outre, les Amérindiens résidant dans des réserves ou des homelands ont tendance à vivre dans des logements plus surpeuplés que le ménage américain moyen (3,4 % pour les États-Unis et 6,9 % pour la réserve moyenne).

### Canada
Contrairement aux prédictions faites au début de l'évolution de la Covid-19, les communautés des Premières nations, des Inuits et des Métis du Canada ont connu des taux de Covid-19 plus faibles dans l'ensemble et un taux de létalité plus faible que les peuples non autochtones, malgré les inégalités structurelles et les déterminants sociaux qui sont généralement liés à de moins bons résultats en matière de santé. Les Premières nations vivant dans des réserves ont un taux de cas de Covid-19 quatre fois inférieur à celui de la population canadienne générale, avec trois fois moins de décès et un taux de guérison 30 % plus élevé.
Ces résultats sont très différents de ceux obtenus lors de la pandémie de grippe H1N1, où les taux d'infection étaient de 1 000 pour 100 000 habitants chez les Inuits et de 24 pour 100 000 habitants chez les non-autochtones du Canada. Les stratégies actuelles de santé publique autochtone, fondées sur l'autodétermination, expliquent en grande partie la résilience relative des communautés autochtones du Canada pendant la période Covid-19.

## Facteurs de risques particuliers
Les niveaux inférieurs d'immunité innée dans les tribus isolées peuvent accroître la vulnérabilité aux infections émergentes. Lors de pandémies antérieures (par exemple, la pandémie de H1N1 de 2009 à 2010), les populations indigènes ont présenté des taux d'infection plus élevés et des risques de contracter une maladie grave et de décès environ trois à six fois plus élevés que la moyenne. Les populations indigènes présentent également une prévalence élevée de problèmes de santé chroniques tels que l'obésité, le diabète de type 2, l'hypertension, en raison de disparités sanitaires préexistantes qui augmentent leur susceptibilité à une morbidité et à un risque de décès supérieurs dus à la Covid-19.
Le modes de vie traditionnels des populations autochtones sont une source de leur résilience mais peuvent également constituer un risque de propagation du virus.  Par exemple, la plupart des communautés indigènes organisent régulièrement de grands rassemblements traditionnels pour marquer des événements spéciaux, comme les récoltes, les cérémonies de passage à l'âge adulte, etc.  Certaines communautés indigènes vivent également dans des logements multigénérationnels, ce qui expose les indigènes et leurs familles, notamment les aînés, à des risques.

## Conséquences

### Pratiques extractives et d'accaparement terrien dans les pays forestiers
Les communautés indigènes de certains des pays tropicaux les plus boisés du monde ont été confrontées à une vague de violations des droits de l'homme pendant la pandémie de Covid-19, les gouvernements donnant la priorité aux industries extractives dans leurs plans de relance économique, selon un rapport intitulé Rolling Back Social and Environmental Safeguards in the Time of Covid-19, publié le 18 février 2021 par l'ONG Forest Peoples Programme (en).
Les peuples indigènes ont protesté contre les actions des États qui ont utilisé la crise de la Covid-19 comme excuse pour éroder leurs droits tout en ne fournissant pas aux peuples indigènes le soutien et l'assistance dont ils ont besoin pour faire face à la pandémie. Dans leurs réponses, de nombreux gouvernements ont de plus en plus criminalisé les défenseurs des droits de l'homme indigènes ou ont légitimé, voire facilité la menace et l'utilisation de la violence à leur encontre.
Le rapport a été produit en collaboration avec les communautés touchées. Il a révélé que les gouvernements du Brésil, de la Colombie, de la RDC, de l'Indonésie et du Pérou donnaient la priorité à l'expansion de l'exploitation forestière, de l'agriculture industrielle et du secteur énergétique dans les territoires indigènes ou à proximité.
De nouvelles mines, des projets d'infrastructure et des plantations agricoles dans ces pays sont à l'origine de l'accaparement des terres et de la violence à l'encontre des populations indigènes, alors que les gouvernements cherchent à relancer les économies touchées par la pandémie.
Les lois nationales et internationales qui interdisent l'accaparement des terres n'étaient pas appliquées par l'État, ce qui a entraîné une augmentation de la déforestation en 2020, ont déclaré les chercheurs.
Les auteurs du rapport avertissent que les matières premières des nouveaux projets d'extraction risquent de se retrouver dans les chaînes d'approvisionnement mondiales et d'entrer sur les marchés occidentaux.
Ce rapport montre aussi que l'octroi de titres fonciers coutumiers aux populations autochtones est un outil essentiel dans la lutte contre le changement climatique. Une étude de l'Académie nationale des sciences du Pérou a révélé que l'octroi de titres légaux aux communautés autochtones de l'Amazonie péruvienne leur permettait de protéger leurs forêts de la déforestation et d'autres perturbations mieux qu'avant qu'elles ne disposent de titres fonciers. Les peuples indigènes sont plus à même que les propriétaires terriens non indigènes de préserver les écosystèmes et la biodiversité présents sur leurs terres, et ils sont plus à même de restaurer les terres endommagées.

### Incarcérations et mesures néo-coloniales
Des études font état de l'incarcération de masse de populations indigènes à l'occasion de la pandémie de Covid-19, parmi lesquelles les Maoris de Nouvelle-Zélande, dénonçant le caractère inadapté du système carcéral et les conditions d'enfermement, notamment les environnements insalubres et surpeuplés, des systèmes de ventilation inadéquats, le faible accès aux soins de santé et aux services pour handicapés, et le fait que les lieux de détention ne sont pas des systèmes fermés (avec des mouvements de personnes dans, autour et entre les lieux de détention) ; en plus d'une série d'autres exigences en matière de garde, qui empêchent les mesures visant à contrôler la propagation de l'infection, créant des risques de sécurité encore plus importants pour tous pendant la pandémie.

### Effets sur la santé des populations tribales
Un rapport publié en février 2021 par l'Observatoire pour la protection des défenseurs des droits de l'homme (FIDH-OMCT) et Justiça Global intitulé L'impact de la Covid-19 sur la défense des droits de l'homme au Brésil, dénonce les mesures prises par le gouvernement brésilien, en particulier le pouvoir exécutif, pour restreindre la transparence dans la gestion de la pandémie, par exemple en modifiant la loi sur l'accès à l'information (LAI). En outre, en pleine crise, le gouvernement a proposé une réduction du budget du ministère de la santé pour 2021.
De même, l'amendement constitutionnel 95 de 2016 a sérieusement compromis la réalisation des droits à l'aide sociale, à l'éducation et à la santé. Le fonds d'urgence mis en place par les autorités en réponse à la pandémie a été insuffisant, et le rapport souligne également le non-respect par le président Jair Bolsonaro et d'autres personnalités de la distanciation sociale dans les apparitions publiques, ainsi que des discours et déclarations qui minimisent constamment les effets de la maladie.
Les populations indigènes ont été les plus touchées par les violations systématiques du gouvernement brésilien dans la gestion de la pandémie : les populations indigènes ne sont pas immunisées contre de nombreux agents pathogènes, ce qui les rend plus vulnérables aux complications liées à la Covid-19, et vivent généralement dans des régions reculées de l'Amazonie qui ne disposent pas d'infrastructures hospitalières ni d'installations sanitaires de base.
En janvier, quelque 50 000 indigènes de plus de 160 groupes ethniques avaient été infectés par la maladie, et plus de 1 000 en étaient morts, selon l'Association des peuples indigènes du Brésil (APIB). Parmi eux figurent des défenseurs des droits de l'homme et des dirigeants reconnus au niveau international, tels que les chefs Aritana Yawalapiti et Paulinho Paiakan (en), le chaman guarani Gregório Venega, les anciens WariniSurui, Acelino Dace, Artemínio Antônio Kaingáng, Elizer Tolentino Puruborá, Puraké Assuniri et João Sõzê Xerente. Le rapport comprend une liste de 92 défenseurs des droits de l'homme qui ont perdu la vie à cause de la Covid-19 entre mars et août 2020.

### Effets sur les cultures locales
Les restrictions initiales du gouvernement de Nouvelle Zélande sur les funérailles traditionnelles māori étaient centrées sur des contraintes strictes concernant l'hébergement des défunts dans les maisons funéraires, des restrictions sur les visites et une limitation significative du nombre de personnes endeuillées. Ces mesures ne tenaient pas compte des marae (centres communautaires culturels) en tant qu'espaces culturellement appropriés pour le deuil et dotés d'une expertise dans la gestion appropriée de grands rassemblements tels que les tangihanga (funérailles). Elle ne tenait pas compte non plus des croyances et pratiques māori associées à la mort et au décès. Après une campagne soutenue de la part des dirigeants māori, certaines restrictions ont été améliorées afin de permettre à un plus grand nombre de personnes endeuillées d'assister à la tangihanga.

## Modifications des politiques indigènes au Brésil
Le 22 avril 2020, la FUNAI, l'agence indigène du Brésil, a publié l'Instrução Normativa (IN) nº 9/2020, qui bouleverse une grande partie de la politique indigène existante du pays en modifiant le mode de fonctionnement de la « Déclaration de reconnaissance des limites » de la FUNAI.
Les conséquences pour les groupes autochtones isolés du Brésil, qui ont choisi de ne pas être contactés par des personnes extérieures, sont importantes. La FUNAI interdit l'accès aux terres où l'on sait que ces Indiens vivent, mais elle n'a pas non plus procédé à la délimitation d'une réserve dans ces endroits, ce qui serait en soi une perturbation et un risque de contact. Désormais, selon une note technique, « les occupants, les squatters et les accapareurs de terres pourront obtenir des licences pour mener des activités économiques, comme l'exploitation forestière, dans des zones où les étrangers sont interdits parce qu'elles sont habitées par des Indiens isolés ».
La nouvelle politique accroît également la vulnérabilité des peuples indigènes à la pandémie de coronavirus. Selon une étude récente de l'Association brésilienne d'études démographiques (ABEP), il est beaucoup plus facile pour les étrangers de pénétrer dans des territoires non délimités que dans des territoires délimités, et donc plus difficile d'isoler les communautés qui s'y trouvent.
Dans ces conditions, selon les experts, le droit des autochtones à la terre et le droit à la vie sont devenus inextricablement liés. Selon l'anthropologue Daniela Alarcon, « au moment même où nous assistons à l'avancée de la Covid-19 sur les peuples indigènes, et où les communautés font des efforts considérables pour se protéger, les mesures [de la FUNAI] adoptées par le gouvernement pourraient bien avoir un impact très grave dans la direction opposée, non seulement en ce qui concerne leurs droits fonciers, mais aussi en ouvrant la voie à la survenue d'un génocide ».
Cette mesure ouvre 9,8 millions d'hectares (37 830 miles carrés) de terres à ces activités économiques et à d'autres - des terres qui ne sont toujours pas reconnues comme indigènes, comme l'exige la Constitution brésilienne de 1988. Les critiques craignent que ces vastes changements d'utilisation des terres ne dévastent la vie de milliers d'autochtones et n'entraînent une déforestation importante qui poussera la forêt amazonienne vers un point de basculement irréversible du changement climatique, en convertissant une grande partie de celle-ci en savane dégradée et en libérant des quantités massives de gaz à effet de serre qui déstabilisent le climat.

## Réactions

### Réactions internationales
Pendant la crise, l'UNESCO a pris des mesures en lançant la Coalition mondiale pour l'éducation, qui vise à soutenir les apprenants les plus menacés par les fermetures d'écoles. Compte tenu des problèmes croissants de racisme, de discrimination et d'exclusion auxquels sont confrontés les peuples indigènes, celle-ci a également organisé un webinaire afin de promouvoir les droits des peuples.
Afin de préserver non seulement la santé, mais aussi l'esprit et la culture de ces populations, l'organisation a lancé la Décennie internationale des langues autochtones (2022-2032).

### Réactions des communautés indigènes
Les communautés indigènes qui ont le mieux résisté à la pandémie de Covid-19 seraient celles qui ont atteint l'autonomie et l'auto-gestion, ce qui leur permet de gérer leurs terres, leurs territoires et leurs ressources, et d'assurer leur sécurité alimentaire grâce à l'agriculture traditionnelle et à la médecine traditionnelle.
En Amérique du Sud, les colons, les chercheurs d'or et les travailleurs de l'industrie pétrolière ont été montrés du doigt et interdits d'accès aux villages. Les membres des groupes indigènes qui étaient allés chercher du travail dans les grandes villes et qui tentaient de rentrer chez eux devaient observer une période de quarantaine à l'extérieur de leur campement avant d'être autorisés à y retourner. Ces populations ont renoué avec une pratique ancienne appliquée à toute personne revenant d'un voyage en ville, les épidémies précédentes ayant été importées par des visiteurs de l'extérieur. De même, les Yanomami du Brésil et les Orang Rimba de l'île indonésienne de Sumatra ont choisi de se réfugier au cœur de la forêt, loin des foyers de contamination.